# Zbrzyca (Przechlewo)
Zbrzyca – część wsi Przechlewo w Polsce, położona w województwie pomorskim, w powiecie człuchowskim, w gminie Przechlewo. 
W latach 1975–1998 Zbrzyca administracyjnie należała do województwa słupskiego.